# Михайло Церетелі
Михайло Церетелі (груз. მიხეილ წერეთელი, нім. Michael von Zereteli; 23 грудня 1878, село Цхрукветі, Кутаїська губернія, Російська імперія — 2 березня 1965, Мюнхен, ФРН) — грузинський князь, історик, філолог, соціолог, публіцист та дипломат.

## Життєпис
Закінчив Гейдельберзький університет (1911), у 1913 захистив дисертацію, а у 1914-1918 викладав там. 
Одночасно з цим в 1914-1917 був одним з лідерів Комітету за незалежність Грузії; в цій якості таємно відвідав Грузію для переговорів з лідером грузинських меншовиків Ноєм Жорданія. 
Після оголошення незалежності Грузії в 1918 був послом Грузинської Демократичної Республіки в Швеції та Норвегії, у 1919 повернувся до Грузії як професор Тбіліського університету. 
Після окупації Грузії радянськими військами у березні 1921 емігрував. 
У 1921-1933 — професор Брюссельського університету. 
У 1933-1945 — професор Берлінського університету. З 1945 жив і працював у Мюнхені. 
У роки еміграції входив в організацію грузинських політичних емігрантів у Європі — Грузинський національний комітет. У 1925-1954 був одним з лідерів грузинської патріотичної політичної організації " Тетрі Гіоргі" ("Білий Гіоргі"). 

## Наукова діяльність
Наукові праці Церетелі присвячені історії Грузії та взагалі Кавказу. Він, зокрема, опублікував таке:
- порівняльний аналіз шумерської та грузинської мов (монографія «Шумерська та грузинська», Тифліс, 1912, на грузинській мові; доповнений англійський переклад — в лондонському «Journal of the Royal Asiatic Society», випуски 45-48, 1913-1916),
- монографію «Країна хеттів, її народи, мови, історія та культура» (Стамбул, 1924, на грузинській мові);
- надрукував книги «Грузія та світова війна» (нім. Georgien und der Weltkrieg; Цюрих (за іншими відомостями Потсдам), 1915) та «Расові та культурні проблеми Кавказу» (нім. Rassen-und Kulturprobleme des Kaukasus; Берлін, 1916, видання Германсько-грузинського суспільства).

У 1955 у Мюнхені Церетелі опублікував свій переклад поеми Шота Руставелі «Витязь у тигровій шкурі» (Der Ritter im Pantherfell) на німецьку мову . 

## Твори
- Sumerian and Georgian: a study in comparative philology // JRAS, 1913-1916 — № 45-48.
- Georgien und der Weltkrieg. [Potsdam], [1915] (2-е видання — Weimar: Kiepenheuer, 1916; англійська версія — Georgia and the war. Zürich: Orient Publishing Company, 1916) .
- La Géorgie et la guerre actuelle. Zürich: Orient-Verl., 1915 (2-е видання — Lausanne: Libraire Nouvelle, 1917) .
- Rassen-und Kulturprobleme des Kaukasus // Osteuropä ische Zukunft, 1916 — № 3-5. S. 38-40, 57-59, 75-78.
- Rassen-und Kulturprobleme des Kaukasus. Berlin: Welt-Verlag, 1916.
- Les droits du peuple géorgien: rapport présenté au IIIe congrès de l'Union des Nationalités tenu à Lausanne au mois de juin 1916. Lausanne: Union des Nationalités, 1916.
- Die Befreiung Polens und das Nationalitätenprinzip bei den Zentralmächten und bei der Entente. Bern: F. Wyss, 1917.
- Die Rechte Georgiens. Berlin: Der neue Orient, 1917.
- Gilgamesiani. Babilonusi eposi. Istanbul, 1924.
- Die neuen ḫaldischen Inschriften König Sardurs von Urarṭu (um 750 v. Chr.) : Ein Beitrag zur Entzifferung des ḫaldischen. Heidelberg: C. Winter, 1928.
- Études Ourartéennes. Paris: Pr. Univ. de France, 1953-1959.
- Das Leben des Koenige Dawith (Dawith II. 1089-1125) // Bedi Kartlisa (Revue de Kartvelologie), 1957 — № 2-3, pp. 45-73.
- Das Sumerische und das Georgische // BK, 1959 — № 32-33.